# Università federale del Paraná
L'Università federale del Paraná (in portoghese: Universidade Federal do Paraná, abbreviato in UFPR) è la più antica istituzione universitaria brasiliana, fondata nel 1912 semplicemente come Università del Paraná.
Nel 1920, il governo federale scorporò l'università in vari collegi e scuole separate tra loro fino al 1946, quando venne reintegrata. Nel 1951, con la sua federalizzazione, cominciò ad offrire un'istruzione di livello superiore gratuitamente.